# Friedrich Georg Lebrecht Strippelmann
Friedrich Georg Lebrecht Strippelmann (* 29. Mai 1804 in Kassel; † 1. Februar 1889 in Marburg) war ein deutscher Jurist und Archivar.
Strippelmann war als Jurist in Hessen-Kassel tätig. 1827 wurde er Referendar beim Generalauditoriat (oberstes Militärgericht), 1831 Sekretär am Kriminalsenat des Obergerichts, 1835 Sekretär und 1852 Obergerichtsrat am Zivilsenat des Oberappellationsgerichts. 1862 wurde er Leiter des Staatsarchivs in Kassel, nach der Annexion durch Preußen 1867 preußischer Staatsarchivar, das Archiv wurde nach Marburg verlegt. Im April 1868 wurde er zum geheimen Archivrat ernannt. 1877 trat er in den Ruhestand. 1857 erhielt er den Dr. jur. h. c. der Universität Marburg.

## Schriften
- Das Ober-Appellationsgericht, Civil-Senat zu Cassel. Nach dessen Verfassung, Competenz, Prozeß und Geschaeftsgang dargestellt. Schaeffer, Kassel 1847.
- Das Subhastations-Verfahren. Mit Rücksicht auf die in Beziehung auf dasselbe vorkommenden, das materielle Recht betreffenden, Grundsätze : nach gemeinem und insbesondere hessischem Rechte. Fischer, Kassel 1852.

- Das Ehescheidungsrecht nach gemeinem und insbesondere nach hessischem Rechte. Fischer, Kassel 1854.
- Der Gerichtseid. Drei Bände. Fischer, Kassel 1855-1857.

- Die Sachverständigen im Civilprozesse (= Die Sachverständigen im gerichtlichen und außergerichtlichen Verfahren, Bd. 1). Fischer, Kassel 1858.
- Der Beweis durch Schrift-Urkunden. Mit Belegen aus der Praxis der obersten Gerichte. Zwei Bände. Fischer, Kassel 1860/1861.
- Die Nichtigkeits-Beschwerde nach gemeinem und hessischem Rechte. Trömmer & Dietrich, Kassel 1862.
- Beiträge zur Geschichte Hessen-Cassels. Hessen - Frankreich. Elwert, Marburg 1877/1878.